# Rosettenbildender glioneuronaler Tumor
Der Rosettenbildende glioneuronale Tumor (RGNT) ist eine seltene Form eines Hirntumors und wird in der aktuellen WHO-Klassifikation der Tumoren des zentralen Nervensystems zu den Gliomen ungeklärter Abstammung gezählt mit einem WHO Grad 1. Er gehört zu den neuronalen und gemischt neuronal-glialen Tumoren, die etwa 2 % aller primären Hirntumoren ausmachen.
Charakteristisch sind die namensgebenden gleichförmigen rosetten- oder pseudorosettenbildenden Nervenzellen in der Histologie.
Typischerweise entwickeln sich diese Tumoren in Mittellinienstrukturen des Gehirns wie dem 4. Ventrikel (etwa 60 %) oder dem Kleinhirn. Sie können aber auch in den Kleinhirnhemisphären, im Zerebellopontinem Winkel, in der Zirbeldrüse, im Mittelhirndach (Tectum mesencephali), dem Thalamus, dem 3. Ventrikel, dem Chiasma opticum und im Rückenmark vorkommen.
Die Erstbeschreibung als „Dysembryoplastischer neuroepithelialer Tumor des Kleinhirns“ stammt aus dem Jahre 1995 durch K. Kuchelmeister und Mitarbeiter. Der Begriff „Rosettenbildender glioneuronaler Tumor“ wurde im Jahre 2002 durch T. Komori und Mitarbeiter vorgeschlagen.
Dieser Tumor ist nicht zu verwechseln mit dem Embryonalen Tumor mit mehrreihigen Rosetten (ETMR).

## Verbreitung
Die Häufigkeit ist nicht bekannt, meist wird dieser Tumor bei jungen Erwachsenen (mittleres Alter 30 Jahre) diagnostiziert.

## Klinische Erscheinungen
Klinische Befunde sind unspezifisch und hängen stark von der genauen Lokalisation ab. Neben Hirndruckzeichen finden sich häufig Kopfschmerz und Ataxie.

## Diagnose
Die Diagnose ergibt sich aus der medizinischen Bildgebung und der Histologie. Der Tumor neigt zur Infiltration angrenzender Strukturen. Häufig sind zystische Anteile vorhanden. Etwa 40 % sind solide, 25 % ganz zystisch.

## Differentialdiagnostik
Abzugrenzen sind:
- Pilozytisches Astrozytom
- Gangliogliom
- Gangliozytom
- Pleomorphes Xanthoastrozytom
- Papillärer glioneuronaler Tumor

## Therapie
Die Behandlung besteht in der – soweit möglich – vollständigen Resektion.